# Девдюк Василь Григорович

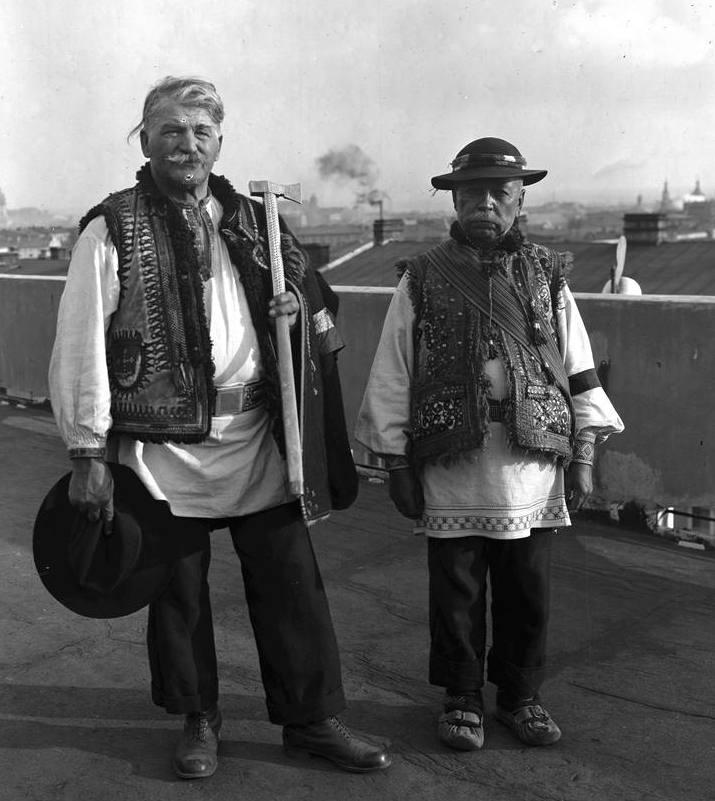
Василь Девдюк — ліворуч. 1935

 Васи́ль Григо́рович Девдю́к (*8 червня 1873 с. Старий Косів, нині Косівського р-ну, Ів.-Франківської обл. — †3 травня 1951, Косів) — майстер художнього різьблення на дереві, художньої обробки металу, викладач та один із засновників Вижницької школи столярства, токарства, різьбярства та металевої орнаментики (1905—1918), а також Косівської приватної школи різьбярства (1923—1939).
Працював у техніці «сухої» плоскої різьби, інкрустації, інтарсії, випалювання та карбування по металу.

## Біографічні відомості
Навчався різьбярству у батька Григорія Девдюка, вивчав творчу спадщину яворівських різьбярів Василя, Миколи та Юрія Шкрібляків.
Його першим вчителем по обробці кольорових металів та металевої орнаментики був Никора Дутчак з Брустурова.
Як майстер-мосяжник брав участь у «рільничо-промисловій виставці у Кракові» 1887 року, нагороджений срібною медаллю.
1894 року — як різьбяр — на Крайовій виставці у Львові — експонувались його палиці з художньою різьбою та інкрустацією, декоративні тарелі, шкатулка; удостоєний срібної медалі.
1904 року навчається художній обробці металів у Відні.
1905 року він, Марко Мегединюк та Василь Шкрібляк запрошені першими викладачами в новоутворену Вижницьку школу різьбярства та металевої орнаментики — працював там до 1918 року.

## За другої Речі Посполитої
1923 році відкрив власну майстерню в своєму помешканні. Навчає різьбярству по дереву, столярству і мосяжництву. При допомозі львівської «Достави» закупив потрібні верстати, курс навчання тривав три роки, крім того, тут викладали арифметику й рідну мову.
За роботу школи був нагороджений золотою медаллю, в Стрию на першій Українській хліборобській виставці за художні вироби з дерева і металу також отримав золоту медаль і почесний диплом.
Добився від польської влади права видавати учням «Свідоцтва про укінчення курсу науки», але поляки не дали дозволу на відкриття офіційної фахової школи для українців у Косові.

## Доробок
Тарілки, шкатулки, рамки, підноси, палиці, чорнильні приладдя, бочівки, альбоми, туалетні приладдя, люльки, лускоріхи; пістолі, топірці, ножі; свічники-трійці, хрести; набори меблів, столи, полиці, крісла.

## Нагороди та відзнаки
Учасник та дипломант численних виставок в Україні та за кордоном.

## Його учні
Його син Микола Девдюк, Юрій Йосипович Баранюк, Петро Баранюк, Михайло Бурдяк, Тарас Герцюк, Михайло Греглюк, Василь Довбенюк, Василь Кабин, Микола Тимків, Петро Фокшей, 

## Джерело, ресурси інтернета
- Національний музей народного мистецтва Гуцульщини та Покуття
- Девдюк Василь Григорович [Архівовано 17 березня 2011 у Wayback Machine.]
- В. Молинь, А. Андрейканіч, І. Яремин. Василь і Микола Девдюки. Косів, Писаний Камінь, 2016. [Архівовано 1 березня 2021 у Wayback Machine.]
- https://hutsul.museum/collection/explore/masters/211/8133/ [Архівовано 4 червня 2021 у Wayback Machine.]